# Lejonkungen II – Simbas skatt
Lejonkungen II – Simbas skatt (engelska: The Lion King II: Simba's Pride) är en amerikansk animerad film från 1998, släppt direkt till video och producerad av Walt Disney Pictures. Filmen är uppföljare till succéfilmen Lejonkungen från 1994.
Handlingen kan liknas lite vid William Shakespeares Romeo och Julia, med tanke på att Kiara och Kovu blir vänner, och så småningom även förälskade, trots att deras familjer är ärkefiender. Och det är så småningom ungdomarnas kärlek, som får familjerna att till slut bli sams.

## Handling
Filmens handling kretsar kring lejonkungen Simbas dotter, Kiara, och den unge lejonhannen Kovu som tillhör en fientligt sinnad flock kallad de Utstötta. De Utstötta var lejon som stod på Scars sida och sedan fördrevs när Simba tog makten, men deras existens antyddes inte ens i originalfilmen. De Utstötta bor i en halvöken och leds nu av Kovus mor Zira, som ser som meningen med sitt liv att hämnas på Simba och göra Kovu till kung. Kovu är dock ganska blyg och vet inte om han vill bli kung.
Kovu och Kiara träffas en gång som barn och blir mer eller mindre vänner. Zira får av detta en plan att uppfostra Kovu till att, genom att nästla sig in i Simbas flock, döda Simba och Kiara. Sedan hoppar filmen till när Kovu blir vuxen. Det utvecklas en kärlekshistoria mellan Kiara och Kovu, och efter en del händelser - Kovu hinner bli beskylld för förräderi av båda flockarna - lyckas kärleksparet få flockarna att sluta fred och de Utstötta får flytta till den bördiga savannen som medborgare i Simbas Lejonrike.

## Originalröster
- Matthew Broderick - Simba (Sång)- Cam Clarke
- Michelle Horn - Kiara, barn (Sång)- Charity Sanoy
- Neve Campbell - Kiara, vuxen (Sång)- Liz Callaway
- Ryan O'Donohue - Kovu, barn
- Jason Marsden - Kovu, vuxen (Sång)- Gene Miller
- Suzanne Pleshette - Zira
- Andy Dick - Nuka
- Moira Kelly - Nala
- Nathan Lane - Timon
- Ernie Sabella - Pumbaa
- Edward Hibbert - Zazu
- Robert Guillaume - Rafiki
- Lacey Chabert - Vitani, barn (Sång)- Crysta Macalush
- Jennifer Lien - Vitani, vuxen
- James Earl Jones - Mufasa
- Jim Cummings - Scar

## Svenska röster
- Frank Ådahl - Simba
- Emma Iggström - Kiara, barn
- Maria Rydberg - Kiara, vuxen
- Alexander Lundberg - Kovu, barn
- Christer Nerfont - Kovu, vuxen
- Irene Lindh - Zira
- Eric Donell - Nuka
- Kayo Shekoni - Nala
- Anders Öjebo - Timon
- Bo Maniette - Pumbaa
- Anders Aldgård - Zazu
- Svante Thuresson - Rafiki
- Kristin Westman - Vitani, barn
- Gunilla Orvelius - Vitani, vuxen
- Roland Källström - Mufasa
- Johan Hedenberg - Scar

## Sånger
- Han finns i dig (He lives in you) - Sjungs av manlig sångare
- Vi är en (We are one) - Sjungs av Simba och unga Kiara
- Det är min musik (My Lullaby) - Sjungs av Zira, Nuka och unga Vitani
- I Upendi (Upendi) - Sjungs av Rafiki, Kiara och Kovu
- En av oss (One of us) - Sjungs av djuren i Lejonriket
- Kärleken är stark (Love will find a way) - Sjungs av Kiara och Kovu
- Han finns i dig (Avslutnings titel) (He lives in you (Ending Title)) (Sång av: Tina Turner) (i den europeiska versionen)
- I Upendi (Avslutnings titel) (In Youpendi (Ending Titel)) (Sång av: Wes) (i den europeiska versionen)
- Kärleken är stark (Avslutnings titel) (Love will find a way (Ending Title)) (Sång av: Kenny Lattimore och Heather Headley) (i originalversionen)

## Övrigt
Peter Rangmar, som gjorde Timons röst i första filmen, dog år 1997 av cancer (malignt melanom) så han medverkade inte i uppföljarna. Inte heller Jan Rippe, som gjorde Pumbaas röst i den första filmen, medverkade i denna film på grund av sin trogna väns bortgång (Peter Rangmar och Jan Rippe ingick i samma humorgrupp, After Shave, och stod varandra mycket nära som vänner). Men Jan Rippe medverkade i den tredje filmen tillsammans med en annan medlem av After Shave som gjorde rösten till Timon, Per Fritzell.

### Fotnoter
1. ↑  ”Lejonkungen II - Simbas skatt”. Disneyania. 18 april 1998. http://www.d-zine.se/filmer/lejonkungen2.htm. Läst 20 augusti 2016.